# Neischnocolus
Genre
Synonymes
- Barropelma Chamberlin, 1940
- Ami Pérez-Miles, 2008

Neischnocolus est un genre d'araignées mygalomorphes de la famille des Theraphosidae.

## Distribution
Les espèces de ce genre se rencontrent en Amérique du Sud et en Amérique centrale.

## Liste des espèces
Selon World Spider Catalog (version 24.5, 14/10/2023) :
- Neischnocolus amazonica (Jimenez & Bertani, 2008)
- Neischnocolus armihuariensis (Kaderka, 2014)
- Neischnocolus caxiuana (Pérez-Miles, Miglio & Bonaldo, 2008)
- Neischnocolus cisnerosi Peñaherrera-R., Guerrero-Campoverde, León-E., Pinos-Sánchez & Falcón-Reibán, 2023
- Neischnocolus iquitos Kaderka, 2020
- Neischnocolus mecana Echeverri, Gómez Torres, Pinel & Perafán, 2023
- Neischnocolus obscurus (Ausserer, 1875)
- Neischnocolus panamanus Petrunkevitch, 1925
- Neischnocolus pijaos (Jimenez & Bertani, 2008)
- Neischnocolus tsere Peñaherrera-R., Guerrero-Campoverde, León-E., Pinos-Sánchez & Falcón-Reibán, 2023
- Neischnocolus valentinae (Almeida, Salvatierra & de Morais, 2019)
- Neischnocolus weinmanni (Pérez-Miles, 2008)
- Neischnocolus yupanquii (Pérez-Miles, Gabriel & Gallon, 2008)

## Systématique et taxinomie
Ce genre a été décrit par Petrunkevitch en 1925 dans les Theraphosidae. Il est placé en synonymie avec Crypsidromus par Raven en 1985 puis avec Lasiodora par Pérez-Miles, Lucas, Silva Jr. et Bertani en 1996. Il est relevé de synonymie par Gabriel en 2016.
Barropelma et Ami ont été placés en synonymie par Pérez-Miles, Gabriel et Sherwood en 2019.

## Publication originale
- Petrunkevitch, 1925 : « Arachnida from Panama. » Transactions of the Connecticut Academy of Arts and Sciences, vol. 27, no 2, p. 51-248.